# アオギリ科
アオギリ科（あおぎりか、Sterculiaceae）は、双子葉植物に属する科で、約68属700種からなる。高木から草本まで、またつる性の種もあり、亜熱帯および熱帯に分布する。日本ではアオギリのほか、南西諸島を中心にノジアオイ（草本）、サキシマスオウノキ（木本）などが分布する。カカオ、およびコーラ（かつてコーラ飲料に使われた）を含む。花は両性または単性で、アオギリのように花弁が退化した目立たない花からアオイ科に似た美しいものまである。果実は裂開するものもあり、特にアオギリは熟する前に裂開して花のような形になる。
現在主流のAPG植物分類体系ではアオギリ科は廃止され、従来のパンヤ科、シナノキ科とともにアオイ科に含められている。旧アオギリ科は多系統であり、4つの系統（亜科）に分けられる（アオイ科を参照）。

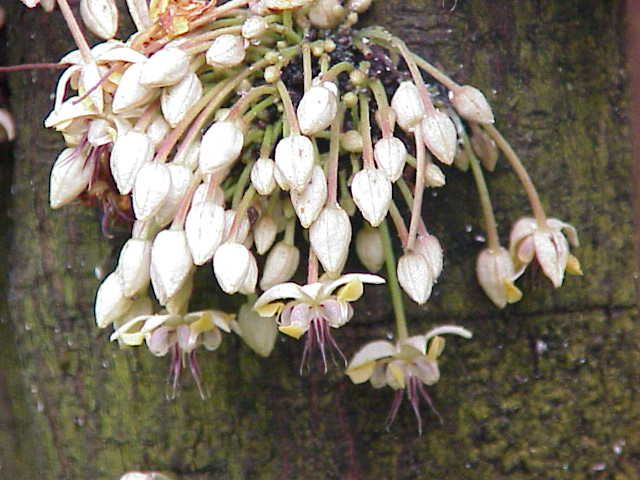
カカオの花

## 属
- Acropogon
- Aethiocarpa
- トゲアオイモドキ属[1]/アオイモドキ属[2] Abroma - トゲアオイモドキ[3] A. augusta（シノニム: Ambroma augustum）
- Astiria
- Ayenia
- ブラキキトン属[2]/ブラキーキトン属[4] Brachychiton - ゴウシュウアオギリ[3]（別名: カエデバトックリノキ[5]）B. acerifolius
- Byttneria
- Cheirolaena
- キラントデンドロン属 Chiranthodendron - キラントデンドロン・ペンタダクティロン[4] C. pentadactylon（1属1種）
- コラノキ属[2]/コーラ属 Cola - ヒメコラノキ[3] C. acuminata、コラノキ[3] C. nitida
- Commersonia - ヒゲミノキ（別名: アスビータ、イガタマノキ）[3]C. bartramia
- Corchoropsis
- Cotylonychia
- Dicarpidium
- ドムベヤ属[4][2]/ドンベヤ属[6]/ドンベア属[7] Dombeya - ドンベヤ・バージェシアエ、ドンベヤ・ウォリッキー D. wallichii
- エリオラエナ属 Eriolaena - エリオラエナ・カンドレイ E. candollei[4]
- アオギリ属 Firmiana - アオギリ
- Franciscodendron
- フレモントデンドロン属 Fremontodendron - フレモントデンドロン・カリフォルニクム F. californicum、フレモントデンドロン・メキシカヌム F. mexicanum[8][7]
- Gilesia
- Glossostemon
- Guazuma - グアシモ guacimo[5]（別名: グアシマ[9]）G. ulmifolia
- Guichenotia
- Hannafordia
- Harmsia - 少なくとも H. lepidota 1種
- ヤンバルゴマ属 Helicteres - ヤンバルゴマ[10][3] H. angustifolia、ネジレゴマ[3]（別名: ネジトウガラシ、レッドイソラ[5]）H. isora
- Helmiopsiella
- Helmiopsis
- サキシマスオウノキ属 Heritiera - サキシマスオウノキ
- Hermannia
- Herrania
- Hildegardia
- Keraudrenia
- フウセンアカメガシワ属 Kleinhovia - フウセンアカメガシワ[3] K. hospita（1属1種）
- Lasiopetalum
- Leptonychia
- Lysiosepalum
- マンソニア属[11] Mansonia - ベテ bété[5]（別名: マンソニア[12][1]）M. altissima
- Maxwellia
- Megatritheca
- Melhania
- ノジアオイ属 Melochia - ノジアオイ[3] M. corcholifolia
- Neoregniella
- Nesogordonia - コティベ kotibé[5]（別名: ダンタ[12] danta）N. papaverifera
- Octolobus
- Paradombeya
- Paramelhania
- ゴジカ属 Pentapetes - ゴジカ（1属1種）
- プテロキムビウム属 Pterocymbium - プテロキムビウム・ティンクトリウム[4]（別名: タルト taluto[5]）P. tinctorium var. javanicum
- シマウラジロノキ属[1][2] Pterospermum - シロギリ[3]（別名: ハチパイラ hathipaila[5]、モミジバウラジロノキ[2]）P. acerifolium、シマウラジロノキ[10][3] P. niveum（シノニム: P. formosanum）
- Pterygota - アコデイアケデ akodiakede[5] P. bequaertii、コト koto[5] P. macrocarpa
- Rayleya
- チャセンギリ属[2] Reevesia - チャセンギリ[3] R. formosana、リーベシア・ティルソイデア[13] R. thyrsoidea
- Ruizia
- Rulingia
- Scaphium - クンバンスマンコ kembang sumangkok（別名: 大海子）[5]S. affine および S. macropodum など
- Scaphopetalum
- Seringia
- ピンポンノキ属 Sterculia - ピンポンノキ[3] S. monospermaピンポンノキ

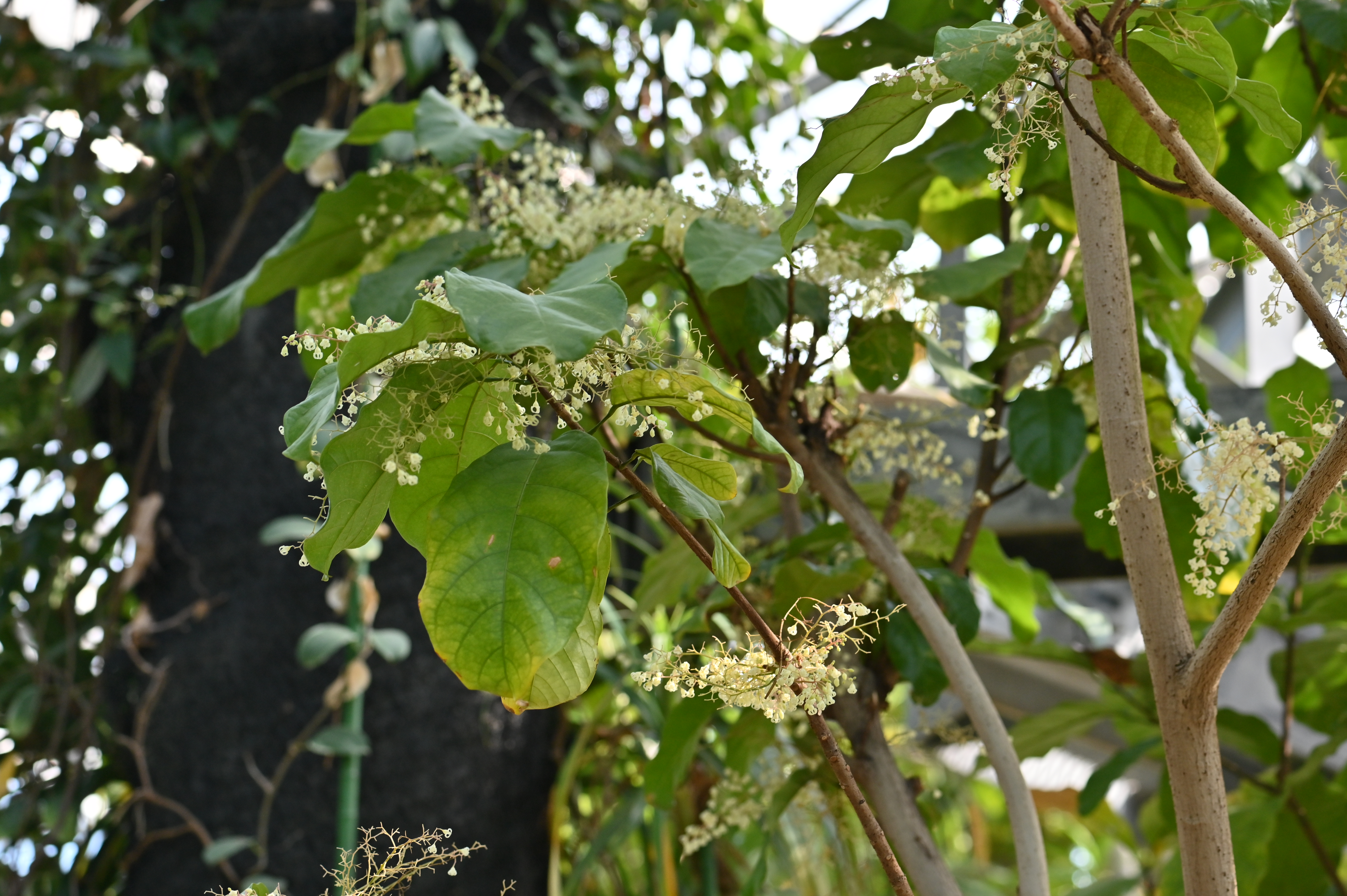
ピンポンノキ

- カカオノキ属[2]/カカオ属 Theobroma - カカオ
- Thomasia
- Trichostephania
- オベチェ属[14] Triplochiton - オベチェ（別名: アユース、サンバ、ワワ）
- Trochetia
- Trochetiopsis
- Uladendron
- Ungeria
- ヒメコバンノキ属[1] Waltheria - コバンバノキ[10][3] W. indica